# Юрковская, Елена Юрьевна
Елена Юрьевна Юрковская  (род. 27 сентября 1983 года) — украинская спортсменка, многократная чемпионка паралимпийских игр, Герой Украины (2006).

## Биография
Елена Юрьевна Юрковская родилась 27 сентября 1983 года в городе Коломыя Ивано-Франковской области Украинской ССР.
В три года после тяжёлого заболевания потеряла обе ноги. Родители Елены переехали в посёлок Макаров Киевской области, где с 1998 года, девочка стала заниматься волейболом и настольным теннисом. Сейчас проживает в городе Вишневое.

## Спорт
С 2000 года увлекается зимними видами спорта: биатлоном и лыжными гонками. В 2002 году дебютировала на Зимних Паралимпийских играх в Солт-Лейк-Сити, где завоевала серебряную и три бронзовых медали. В 2006 году на IX зимней Паралимпиаде в Турине Елена стала лауреатом премии за достижения имени доктора Ванг Юн Дай. В настоящее время тренируется под руководством Валерия Николаевича Казакова (лыжные гонки) и Василия Петровича Мукшына (биатлон).
3 апреля 2006 года Указом Президента Украины В. А. Ющенко № 287/2006 за исключительные спортивные достижения на зимних Паралимпийских играх, проявленные мужество, самоотверженность и волю к победе, поднятие спортивного авторитета Украины в мире Юрковской Елене Юрьевне — многократной чемпионке и призёру Паралимпийских игр по биатлону и лыжным гонкам, лучшей спортсменке IX зимних Паралимпийских игр в Турине с наградой специальной медали— присвоено звание Герой Украины с вручением ордена «Золотая Звезда».
В тот же день старшему тренеру сборной команды Украины по лыжным гонкам и биатлону, тренеру многократной чемпионки, серебряного, бронзового призёра Е. Юрковской Казакову Валерию Николаевичу было присвоено почётное звание «Заслуженный работник физической культуры и спорта Украины». В этот же год награждена наградой «Спорт Стар Эвордс» награда которая вручается под патронатом Международного олимпийского комитета. Юрковскую номинировал телевизионный спортивный канал "Евроспор. В 2006 году.награждена все Украинской премией «Женщина третьего тысячелетия» Также в этот год, награждена на всеукраинской церемонии «Герои спортивного года 2006» в номинации «сильные духом» В 2010 г. награждена премией «Гордость страны»

### Спортивные достижения
Зимние Паралимпийские игры 2002 года
 Серебро — биатлон,
 Бронза — лыжные гонки
 Бронза — лыжные гонки
 Бронза — лыжные гонки

#### Зимние Паралимпийские игры 2006 года
- Золото — лыжные гонки, 5 км.
- Золото — лыжные гонки, 2,5 км.
- Золото — биатлон, 7,5 км.
- Золото — биатлон, 10 км.
- Серебро — лыжные гонки, 10 км.
- Бронза — лыжные гонки, эстафета 3х2,5 км.

#### Зимние Паралимпийские игры 2010 года
- Золото — биатлон, 2,4 км инд. преслед.
- Серебро — лыжные гонки, 1 км.
- Серебро — биатлон, 10 км.
- Серебро — лыжные гонки, эстафета 3x2,5 км.
- Бронза — лыжные гонки, 10 км.

#### Зимние Паралимпийские игры 2014
- Бронза — биатлон, 6 км.
- Бронза — биатлон, 12,5
- Серебро — лыжные гонки, эстафета

## Награды
- Звание Герой Украины с вручением ордена «Золотая Звезда» (2006).[3][4]
- Орден княгини Ольги I степени (2014)[5], II степени (2010)[6], III степени (2002).[7]